# Хайдук (футбольный клуб, Сплит)
«Ха́йдук» (хорв. Hrvatski nogometni klub Hajduk Split) — хорватский профессиональный футбольный клуб из города Сплит, выступающий в Хорватской Первой Лиге. Один из самых популярных хорватских клубов. 6-кратный чемпион Хорватии и обладатель Кубка, 5-кратный обладатель Суперкубка страны.

## История

### Основание

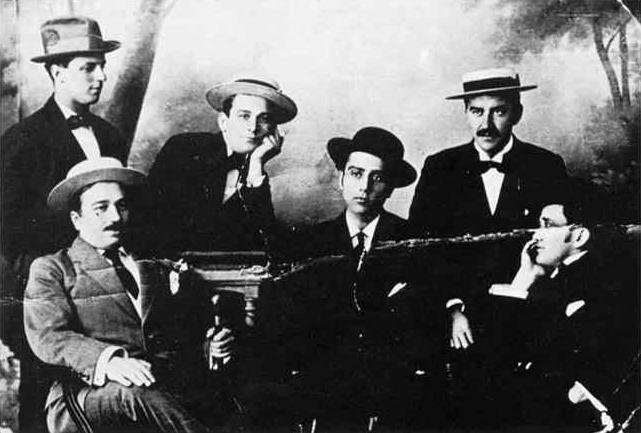
Основатели «Хайдука»

В пражском кафе «У Флеку» студенты, родом из Сплита, Фабиян Калитерна, Луциян Стэла, Иван Шакич, Вьекослав Иванишевич и Владимир Шоре, посмотрев матч местных «Спарты» и «Славии», пришли к мысли основать футбольный клуб и в родном городе. Спустя некоторое время в сплитском кафе «Трокколи» были написаны правила клуба, которому ещё не было придумано название. Имя клубу дал профессор сплитской гимназии Барач, Йосип. В переводе оно означает гайдук или разбойник. Также Гайдуком (или Хайдуком) в 17-19 веках у южных славян называли повстанца, партизана, борющегося против турецкого владычества. Материальную помощь в основании клуба студенты получили от организации «Српска зора» («Сербская заря»), основанной по образу Сербского предпринимательского общества Загреба.
Разрешение на деятельность основатели клуба получили от властей 13 февраля 1911 года, и именно этот день стал считаться датой основания «Хайдука». На месте военного полигона австро-венгерской армии началось строительство футбольной площадки. Первым президентом клуба стал Круно Коломбатович.

### Первые годы
Первым главным тренером клуба был чешский футболист Олдрич Юст. До 1923 года наставниками команды являлись исключительно чехи. И после этого ещё трижды в довоенный период команду возглавляли чешские специалисты.
Первым противником «Хайдука» был клуб «Кальчо», состоящий из итальянцев, которые жили в Сплите. Матч завершился со счётом 9:0 в пользу «Хайдука», а первый гол забил Шиме Рауниг. Сохранились данные, какой частью тела он забил — коленом.
В 1912 году «Хайдук» впервые играл на выезде, в Загребе, против клуба «ХАШК» и проиграл 2:3. В 1913 году был проведен первый международный матч против чешской команды «Славия» (0:13), которая в то время была одной из самых сильных команд в Европе. С осени 1922 года начало разыгрываться первенство Королевства Югославии. В первом сезоне 1922/23 принял участие и «Хайдук», но без особого успеха. Между тем в ходе турне по Северной Африке в первом же своём не домашнем международном матче сплитский клуб одержал победу над марсельским «Олимпиком», после чего стал главной темой для бесед спличан, а по возвращении домой игроков встречал едва ли не весь город.
В 1924 году весь состав «Хайдука», кроме вратаря О. Газзари, который имел итальянское гражданство, хотя и родом был из Хорватии, играл за сборную против Чехословакии, потерпев поражение со счётом 0:2. Вскоре тема «Хайдука» стала актуальной для многих деятелей искусства, особенно для певцов. В честь 15-й годовщины со дня основания клуба, в 1927 году, знаменитый хорватский композитор Иво Тиярдовичем написал оперетту «Королева мяча» («Kraljica baluna»). В этом же году Хайдук впервые стал чемпионом, а через два года выиграл и во второй раз.
В 1931 году «Хайдук» посетил США, где провёл ряд товарищеских матчей.
После чемпионства в 1929 году следующей победы болельщикам пришлось ждать целых 12 лет, и пришлась она на тяжёлый 1941 год. «Хайдук» выиграл первенство Хорватской банавины, который проводил Хорватский футбольный союз и в котором также участвовали клубы из Сараева и Суботицы.

### Вторая мировая война
В апреле 1941 года во время Второй мировой войны, Югославия была захвачена и оккупирована. Вскоре вошла в состав созданного на основе итальянской провинции Спалато губернаторства Далмация.
После итальянской оккупации Сплита, проданного как и большая часть Далмации Павеличем Муссолини по Римскому договору, «Хайдук» отказался выступать в чужом, оккупантском первенстве и временно добровольно прекратил свою деятельность. С приходом в Сплит в 1943 году усташской власти клубу было предложено включение в футбольное первенство НГХ. Однако клуб отказался принимать в нём участие.
«Хайдук» тайно возобновил свою деятельность на острове Вис 7 мая 1944 года, выступая под названием «Hajduk — tim NOVJ» («Хайдук — команда Народно-освободительного войска Югославии»). Он играл с клубами из стран, находящихся под контролем союзников по антигитлеровской коалиции и союзническими командами, составленными из военных и моряков. 23 сентября 1944 года в итальянском Бари «Хайдук» перед 50 тысячами зрителей победил сборную военных Великобритании. Этот матч имел огромное морально-психологическое и политическое значение. За свою деятельность во время войны клуб получил награду «Почётная команда свободной Франции».
В 1945 году «Хайдук» отправился в турне по Египту, Палестине, Ливану, Сирии и Мальте. В этот же год сплитский клуб выиграл Первенство Хорватии, освобожденной от оккупации.

### Послевоенные годы

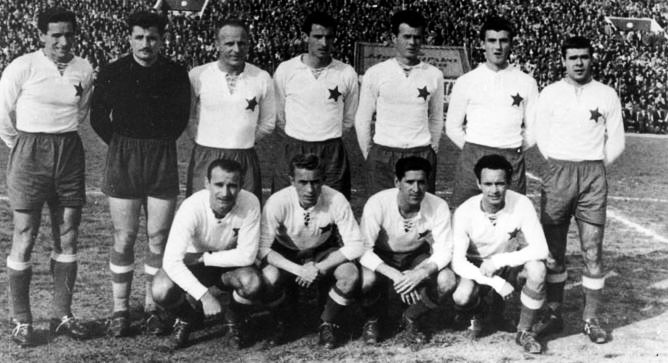
«Хайдук» в 1955 году

В 1946 году «Хайдук», руководимый Любо Бенчичем, с которым он побеждал в 1941-м и 1945-м, выиграл Первенство Народной Республики Хорватии, которое проводилось для отбора участников единого чемпионата Второй Югославии. В том же году был основан журнал «Hajdukov Vjesnik». В 1948-49 годах «Хайдук» посетил Австралию, став первым клубом с просторов всей Югославии, который играл в Европе, Азии, Америке, Африке и Океании.
Наряду с белградскими «Црвеной Звездой» и «Партизаном» и загребским «Динамо» «Хайдук» вошёл в так называемую «большую четвёрку» югославский клубов.
В 1950 году, выиграв Первенство Югославии без единого поражения, «Хайдук» этим установил рекорд, который никто так и не побил. Кроме того, «Хайдук» так и остался единственным клубом, который побеждал в чемпионатах обеих Югославий, и единственным, кто участвовал во всех соревнованиях 1-й лиги Югославии от начала и до её распада в 1992 году.
В том же 1950-м перед решающим матчем с «Црвеной Звездой» (2:1) болельщики «Хайдука» основали фанатскую группировку, дав ей название «Torcida» (по аналогии с бразильцами). Она стала первой организованной группой болельщиков во всей Европе. И в этот же год был реконструирован стадион «Stari Plac», на котором играл клуб. Интересно, что за «Хайдук» болели практически во всей Югославии, не взирая на национальные и религиозные различия. Но главной поддержкой и народной любовью сплитский клуб пользуется в Далмации. Не самым положительным моментом для клуба является то, что среди болельщиков «Хайдука» в югославские времена оказалось очень много косовских албанцев. Четвёртый раз чемпионом Югославии «Хайдук» стал в 1952 году. В зимнюю паузу 1952/53 клуб отправился в турне по Южной Америке. Перед возвращением вся команда получила приглашение от аргентинского президента Хуана Перона на его дачу.
В следующем сезоне Югославский футбольный союз начал уже более активную подковёрную борьбу против «Хайдука». За 30-минутное опоздание в сборную ключевые игроки сплитского клуба вратарь Владимир Беара и нападающий Бернард Вукас получили одномесячную дисквалификацию. Чемпионом стало загребское «Динамо».
Пятое югославское чемпионство «Хайдук» заработал в 1955 году. 3 апреля в Загребе спличане вдоволь отомстили местным динамовцам, растерзав их с неприличным счётом 6:0, что до сих остаётся самой крупной победой в дерби этих клубов. Но Югославский футбольный союз — отправили чемпиона не в первый розыгрыш Кубка европейских чемпионов, куда был послан «Партизан», а лишь во второразрядный Среднеевропейский кубок.

### 1967—1988
После своего пятого чемпионства следующие 11 лет для «Хайдука» были крайне неуспешными, он скатывался в середину таблицы, а то и в самый низ.
В 67-м «Хайдук» выиграл Югокубок (Кубок маршала Тито). А с 1970-го наступили «золотые годы» «Хайдука». В 1971 году в шестой раз стал чемпионом; случилось это после матча в Белграде против «Партизана», который спличане выиграли 4:3, проигрывая по ходу встречи 0:3. Затем были одержаны победы в сезонах 1973/74, 1974/75, 1978/79, выигран Югокубок 1971/72, 1972/73, 1973/74, 1975/76, 1976/77. В розыгрыше 1972/73 «Хайдук» добрался до полуфинала Кубка обладателей кубков, где проиграл английскому «Лидс Юнайтед»; в сезонах 1975/76 и 1979/80 «Хайдук» доходил по четвертьфиналов Кубка европейских чемпионов, где был остановлен соответственно голландским «ПСВ Эйндховен» и немецким «ХСВ Гамбург», а в 1977/78 Кубка обладателей кубков, где уступил венской «Аустрии». С 1979 года «Хайдук» стал проводить свои матчи на Городском стадионе «Полюд».
В 80-е годы в домашнем первенстве «Хайдук» не преуспел. Эмигрантская пресса, как и местная хорватская, в те времена писала о «странных» исходах некоторых матчей главных противников «Хайдука». Против него стали играть так, словно главной задачей было умышленно покалечить его игроков. Тогда ещё трудно было представить, что девятое югославское чемпионство в 1979-м году станет для «Хайдука» последним в единой стране.
В сезоне 1983/84 спличане добрались до полуфинала Кубка УЕФА, уступив английскому «Тоттенхэм Хотспур», а в сезоне 1985/86 в четвертьфинале были остановлены бельгийским «Варегемом». После ответного домашнего матча второго круга Кубка обладателей кубков 1987/88 против марсельского «Олимпика» («Хайдук» уступил в первой встрече 0:4, во второй 0:2, но ему было засчитано техническое поражение 0:3), сплитский клуб был отстранён на два года от участия в еврокубках из-за беспорядков, устроенных фанатами.

### С 1991
8 мая 1991 года «Хайдук» выиграл (в девятый раз в своей истории) последний Кубок единой Югославии, весьма неожиданно победив 1:0 в Белграде лучшую команду Европы того года «Црвену Звезду». За год до этого эти же команды в финале Югокубка завершили свою встречу с тем же счётом, но в пользу белградского клуба.
В Чемпионате независимой Хорватии «Хайдук» в военные годы чемпионом стал трижды (1992, 1993/94, 1994/95), дважды выиграл кубок (1992/93, 1994/95) и четырежды Суперкубок (1992,1992/93, 1993/94, 1994/95).
В сезоне 1994/95 спличане прошли групповой этап Лиги чемпионов, уступив в четвертьфинале голландскому «Аяксу». Больше серьёзных успехов на международной арене «Хайдук» не добивался.
В 2003-м ему снова удалось одержать победу в Кубке, в 2004-м и 2005-м — стать чемпионом Хорватии и выиграть два Суперкубка, доведя число своих побед в этих двух турнирах до шести в каждом.
В сезонах 2007/08 и 2008/09 в финале Кубка Хорватии «Хайдук» уступал Динамо". Особенно обидным было поражение в 2009 году, когда дома на «Полюде» «Хайдук» смог отыграться за поражение на «Максимире» 0:3, но проиграл по пенальти 3:4.
В сезоне 2009/10 «Хайдуку», наконец, удалось выиграть Кубок, победив в решающих матчах другого принципиального соперника «Шибеник». (Между жителями этих далматинских городов, спличанами и шибенчанами, традиционное противостояние уступает, пожалуй, только накалу взаимоотношений жителей Сплита с «пургерами», то есть загребчанами.) Таким образом, «Хайдук» выиграл свой пятый хорватский Кубок.
2000-е годы для главной далматинской команды были ознаменованы постоянной сменой руководства, тренеров, текучестью игроков, финансовыми неурядицами и проблемами с болельщиками, как в отношении самого клуба, так и в связи с нарушением ими правопорядка. Постоянно возникали драки с враждебными группировками загребского «Динамо».
Когда московский «Спартак» играл в Загребе с «Динамо» в рамках Кубка УЕФА (1:0 в пользу красно-белых) небольшая группа болельщиков «Хайдука» пришла на стадион поддержать не только своего бывшего вратаря Стипе Плетикосу, который неоднократно заявлял, что хотел бы ещё когда-нибудь поиграть на родине, но только не в «Динамо», но и его команду — московский «Спартак». Так же против «Хайдука» в его международных матчах зачастую болеют и «пургеры».

### История названия
На Балканах гайдуками называли вооружённых повстанцев, которые боролись против турецкого владычества. «Гайдуков» из портового города Сплита также часто называют «мастерами с моря» или просто «белыми» — по цвету формы.

## Дерби и противостояния

### Дерби
У «Хайдука» есть семь главных дерби. принципиальных противостояния.
Первое — это «Вечное дерби», противостояние с загребским «Динамо». Матч двух самых популярных и титулованных клубов страны.
Второе — это «Адриатическое дерби», противостояние с «Риекой».
Так же есть дерби с клубом «Сплит».
Объединение болельщиков хорватского клуба носит название Torcida Split. Группировка появилась на свет в 1950 г., перед решающим матчем в борьбе за чемпионство с белградским клубом «Црвена Звезда». Тот поединок закончился триумфом для хозяев поля — победный гол был забит на 89-й минуте. Болельщики «Хайдука» обычно занимают северный сектор стадиона (Curva Nord). Друзья это ультрас: «Задар», «Зриньски», «Гурник (Забже)», «Бенфика», «Сент-Этьен», «Славия (Прага)». Враги это ультрас: «Динамо (Загреб)», «Риека», «Сплит», «Црвена Звезда», «Партизан».

## Национальные титулы
Чемпионат Королевства Югославия / Чемпионат Югославии / Чемпионат Хорватии
- Победитель (15): 1927, 1929, 1950, 1952, 1954/55, 1970/71, 1973/74, 1974/75, 1978/79, 1992, 1993/94, 1994/95, 2000/01, 2003/04, 2004/05
- Серебряный призёр (23): 1923/24, 1927/28, 1931/32, 1932/33, 1936/37, 1947/48, 1952/53, 1975/76, 1980/81, 1982/83, 1984/85, 1992/93, 1995/96, 1996/97, 1997/98, 1999/00, 2001/02, 2002/03, 2006/07, 2008/09, 2009/10, 2011/12, 2021/22, 2022/23
- Бронзовый призёр (14): 1929/30, 1948/49, 1951, 1956/57, 1960/61, 1977/78, 1981/82, 1998/99, 2013/14, 2014/15, 2015/16, 2017/18, 2023/24, 2024/25

Кубок Королевства Югославия / Кубок Югославии / Кубок Хорватии
- Обладатель (17): 1967, 1972, 1973, 1974, 1975/76, 1976/77, 1983/84, 1986/87, 1991, 1992/93, 1994/95, 1999/00, 2002/03, 2009/10, 2012/13, 2021/22, 2022/23
- Финалист (11): 1934, 1953, 1955, 1962/63, 1968/69, 1989/90, 2000/01, 2004/05, 2007/08, 2008/09, 2017/18

Суперкубок Хорватии
- Обладатель (5): 1992, 1993, 1994, 2004, 2005.

## Состав
| 1  | Хорватия          | Вр  | Ивица Ивушич     | 1995 |  |  |  |  |  |
| 13 | Австрия           | Вр  | Иван Лучич       | 1995 |  |  |  |  |  |
| 33 | Хорватия          | Вр  | Тони Силич       | 2004 |  |  |  |  |  |
| —  | Украина           | Вр  | Давид Фесюк      | 2005 |  |  |  |  |  |
|    |                   |     |                  |      |  |  |  |  |  |
| 5  | Кот-д’Ивуар       | Защ | Исмаэль Диалло   | 1997 |  |  |  |  |  |
| 14 | Республика Косово | Защ | Рон Рачи         | 2002 |  |  |  |  |  |
| 17 | Хорватия          | Защ | Дарио Мельняк    | 1992 |  |  |  |  |  |
| 22 | Хорватия          | Защ | Бранимир Млачич  | 2007 |  |  |  |  |  |
| 29 | Австралия         | Защ | Фран Карачич     | 1996 |  |  |  |  |  |
| 31 | Хорватия          | Защ | Звонимир Шарлия  | 1996 |  |  |  |  |  |
| 32 | Хорватия          | Защ | Шимун Хргович    | 2004 |  |  |  |  |  |
| 36 | Хорватия          | Защ | Марино Скелин    | 2006 |  |  |  |  |  |
| 38 | Хорватия          | Защ | Лука Ходак       | 2006 |  |  |  |  |  |
| —  | Хорватия          | Защ | Томислав Аркович | 2005 |  |  |  |  |  |
|    |                   |     |                  |      |  |  |  |  |  |
| 4  | Албания           | ПЗ  | Адрион Паязити   | 2002 |  |  |  |  |  |
| 6  | Хорватия          | ПЗ  | Михаэл Жапер     | 1998 |  |  |  |  |  |

| 7  | Австралия                 | ПЗ  | Энтони Калик                    | 1997 |  |  |  |  |  |
| 8  | Канада                    | ПЗ  | Нико Сигур                      | 2003 |  |  |  |  |  |
| 21 | Соединённые Штаты Америки | ПЗ  | Рокас Пукштас                   | 2004 |  |  |  |  |  |
| 23 | Хорватия                  | ПЗ  | Филип Кровинович (вице-капитан) | 1995 |  |  |  |  |  |
| 26 | Хорватия                  | ПЗ  | Марко Цапан                     | 2004 |  |  |  |  |  |
| 28 | Хорватия                  | ПЗ  | Роко Брайкович                  | 2005 |  |  |  |  |  |
| 35 | Хорватия                  | ПЗ  | Лука Юрак                       | 2005 |  |  |  |  |  |
| 37 | Хорватия                  | ПЗ  | Ноа Скоко                       | 2006 |  |  |  |  |  |
| 45 | Марокко                   | ПЗ  | Яссин Бенраху                   | 1999 |  |  |  |  |  |
|    |                           |     |                                 |      |  |  |  |  |  |
| 9  | Хорватия                  | Нап | Анте Ребич                      | 1993 |  |  |  |  |  |
| 10 | Хорватия                  | Нап | Марко Ливая (капитан)           | 1993 |  |  |  |  |  |
| 11 | Хорватия                  | Нап | Мишель Шего                     | 2000 |  |  |  |  |  |
| 24 | Гамбия                    | Нап | Абдули Саньянг                  | 1999 |  |  |  |  |  |
| 34 | Хорватия                  | Нап | Бруно Дурдов                    | 2007 |  |  |  |  |  |
| 43 | Хорватия                  | Нап | Ловре Лончар                    | 2006 |  |  |  |  |  |

### Игроки в аренде
| \| № \| \| Поз. \| Имя \| Год рождения \| \| - \| \| ---- \| --------------------------------------------------------------- \| ------------ \| \| — \| \| Защ \| Иван Крстанович (в «НК Кроация Змиявци[хорв.]» до 30 июня 2026) \| 2006 \| \| — \| \| Нап \| Доминик Бабич (в «НК Кроация Змиявци[хорв.]» до 30 июня 2026) \| 2006 \| |          |      |                                                          |              |
| № |          | Поз. | Имя                                                      | Год рождения |
| — | Хорватия | Защ  | Иван Крстанович (в «НК Кроация Змиявци» до 30 июня 2026) | 2006         |
| — | Хорватия | Нап  | Доминик Бабич (в «НК Кроация Змиявци» до 30 июня 2026)   | 2006         |

## Трансферы 2025/2026

### Лето 2025
| Поз. | Игрок              | Предыдущий клуб    |
| ---- | ------------------ | ------------------ |
| Вр   | Ивица Ивушич       | Пафос              |
| Защ  | Лука Вушкович**    | Вестерло           |
| Защ  | Звонимир Шарлия**  | Пафос              |
| Защ  | Томислав Аркович** | НК Кроация Змиявци |
| Защ  | Рон Рачи           | Приштина           |
| Защ  | Фран Карачич       | Локомотива         |
| ПЗ   | Яссин Бенраху**    | Кан                |
| ПЗ   | Лука Юрак**        | Мура               |
| ПЗ   | Адрион Паязити     | Фулхэм             |
| Нап  | Нино Дуич**        | НК Юнак Синь       |
| Нап  | Анте Ребич         | Лечче              |

| Поз. | Игрок                     | Новый клуб         |
| ---- | ------------------------- | ------------------ |
| Вр   | Ловре Калинич***          | Свободный агент    |
| Защ  | Элвис Летай***            | Балкани            |
| Защ  | Нико Джёлонга***          | Карловац           |
| Защ  | Йосип Элез***             | Свободный агент    |
| Защ  | Филип Уремович            | Кавасаки Фронтале  |
| Защ  | Доминик Прпич             | Порту              |
| Защ  | Лука Вушкович             | Тоттенхэм Хотспур  |
| Защ  | Иван Крстанович*          | НК Кроация Змиявци |
| ПЗ   | Иван Ракитич              | Завершил карьеру   |
| Нап  | Стипе Биук**              | Реал Вальядолид    |
| Нап  | Ян Млакар**               | Пиза               |
| Нап  | Назарий Русин**           | Сандерленд         |
| Нап  | Александар Трайковский*** | Свободный агент    |
| Нап  | Нино Дуич***              | НК Ускок Клис      |
| Нап  | Доминик Бабич*            | НК Кроация Змиявци |

## Стадион

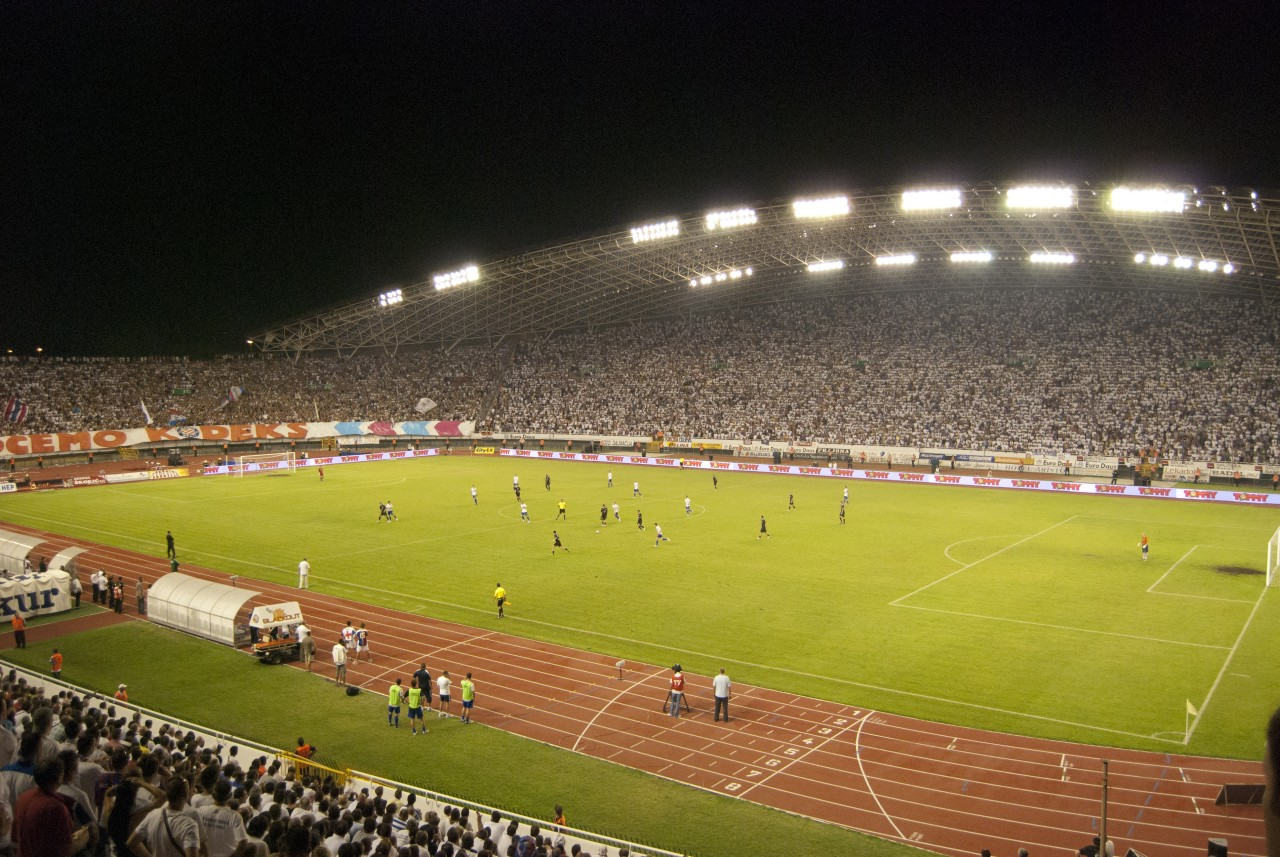
Во время матча

«Полюд» — футбольный стадион в хорватском городе Сплит, своё имя стадион получил благодаря расположению в одноимённом районе города, официально стадион называется «Gradski stadion u Poljudu» («Городоской стадион в Полюде»). «Полюд» является домашней ареной футбольного клуба «Хайдук», одного из лучших в стране. На данный момент вместимость стадиона составляет 35 тысяч болельщиков одновременно. Изначально стадион был построен для проведения Среднеземноморских игр 1979 года и вмещал 55 тысяч человек, а красную ленточку в честь открытия арены перерезал известный политический деятель — Иосип Броз Тито.
В 1990 году стадион в Полюде принимал европейское первенство по лёгкой атлетике. Рекорд посещаемости стадиона составляет 62 тысячи человек, установлено это достижение в 1982 году на футбольном матче между местным «Хайдуком» и «Динамо» из Загреба, в то время эти команды вели ожесточенную борьбу за звания чемпиона страны. Помимо спортивных мероприятий, стадион обслуживает и музыкальные концерты, среди наиболее известных исполнителей посетивших арену, такие музыканты как Мишо Ковач в 1993 году, Марко Перкович Томпсон в 2002 году, а в 2008 году в рамках мирового турне на стадионе выступила известная британская группа «Iron Maiden», исполняющая свои песни в жанре тяжёлого металла.
Местные жители называют стадион «Poljudska ljepotica», что переводится как «Краса Полюда». Полюд является самым большим стадионом в Хорватии после загребского «Максимира». В 2005 году началась реконструкция стадиона, на которую выделено около 90 миллионов евро. Результатом реконструкции станет увеличение вместимости арены до 44 тысяч человек. Реконструкция была частью планов оргкомитета Евро-2012, если бы турнир проводился в Венгрии и Хорватии, но так как организацию ЕВРО поручили другим странам, реконструкция задержалась до 2010 года.

## Форма

### Домашняя
| 2010/11 | 2016/17 | 2018/19 | 2019/20 | 2020/21 | 2022/23 | 2024/25 | 2025/26 |

### Гостевая
| 2010/11 | 2016/17 | 2018/19 | 2019/20 | 2020/21 | 2021/22 | 2024/25 | 2025/26 |

### Резервная
| 2010/11 | 2017/18 | 2019/20 | 2020/21 | 2024/25 |

Источники:,

## Известные игроки, личные достижения игроков и тренеров «Хайдук (Сплит)»

### Лучшие бомбардиры ХНЛ
Следующие футболисты становились лучшими бомбардирами чемпионата Югославии и чемпионата Хорватии, выступая за «Хайдук (Сплит)»:

| - Любомир Бенчич — 1928 - Владимир Крагич — 1932/33 - Лео Лемешич — 1934/35 - Фране Матошич — 1946, 1948/49 - Бернард Вукас —1954/55 - Петар Надовеза — 1965/66, 1970/71 | - Златко Вуйович — 1984/85 - Ардиан Кознику — 1992 - Никола Калинич — 2008/09 - Марко Футач — 2016/17 - Мийо Цакташ — 2018/19, 2019/20 - Марко Ливая — 2021/22, 2022/23, 2024/25 |